# Ingwer Ernst Momsen
Ingwer Ernst Momsen (* 9. Mai 1937 in Kiel) ist ein deutscher Geograph, Historiker und Bibliothekar.

## Leben
Ingwer E. Momsen studierte Geographie, Germanistik, Volkskunde und Geschichte an der Christian-Albrechts-Universität zu Kiel. Seine Promotion erfolgte 1968, das Staatsexamen für den höheren Schuldienst 1969. Im gleichen Jahr trat Momsen in den wissenschaftlichen Bibliotheksdienst ein, das Bibliotheksreferendariat absolvierte er an der Bibliothek der Rheinisch-Westfälischen Technischen Hochschule Aachen und dem Bibliothekar-Lehrinstitut des Landes Nordrhein-Westfalen. Nach der Fachprüfung im Jahre 1971 war er bis zum Eintritt in den Ruhestand (2002) als Bibliothekar an der Universitätsbibliothek Kiel tätig.
Besonders hervorzuheben ist seine Aktivität in der Gesellschaft für Schleswig-Holsteinische Geschichte, besonders in deren „Arbeitskreis Wirtschafts- und Sozialgeschichte“, die zu zahlreichen Veröffentlichungen führte.

## Veröffentlichungen (Auswahl)
- Die Bevölkerung der Stadt Husum von 1769 bis 1860. Versuch einer historischen Sozialgeographie (= Schriften des Geographischen Instituts der Universität Kiel, Bd. 31). Geographisches Institut der Universität Kiel 1969.
- Die allgemeinen Volkszählungen in Schleswig-Holstein in dänischer Zeit (1769–1860) (= Quellen und Forschungen zur Geschichte Schleswig-Holsteins, Bd. 66). Wachholtz, Neumünster 1974.
- Mobilität in Schleswig-Holstein um 1750 unter besonderer Berücksichtigung der Auswanderung. In: Zeitschrift der Gesellschaft für Schleswig-Holsteinische Geschichte, Jg. 102/103 (1977/1978), S. 111–138.
- (Hrsg.): Schleswig-Holsteins Weg in die Moderne. Zehn Jahre Arbeitskreis für Wirtschafts- und Sozialgeschichte Schleswig-Holsteins (= Studien zur Wirtschafts- und Sozialgeschichte Schleswig-Holsteins, Bd. 15). Wachholtz, Neumünster 1988, ISBN 3-529-02915-7.
- (Mit-Hrsg.): Atlas zur Verkehrsgeschichte Schleswig-Holsteins im 19. Jahrhundert (= Studien zur Wirtschafts- und Sozialgeschichte Schleswig-Holsteins, Bd. 25). Wachholtz, Neumünster 1995, ISBN 3-529-02925-4
- (Mitarb.): Bibliographie zur Wirtschafts- und Sozialgeschichte Schleswig-Holsteins (= Studien zur Wirtschafts- und Sozialgeschichte Schleswig-Holsteins, Bd. 27). Wachholtz, Neumünster 1997, ISBN 3-529-02927-0.
- Die Schiffahrt in Schleswig-Holstein um 1840. In: Zeitschrift der Gesellschaft für Schleswig-Holsteinische Geschichte, Jg. 122 (1997), S. 75–110.
- (Mit-Hrsg.): Historischer Atlas Schleswig-Holstein seit 1945. Wachholtz, Neumünster 1999, ISBN 3-529-02445-7.
- (Mit-Hrsg.): Historischer Atlas Schleswig-Holstein 1867–1965. Wachholtz, Neumünster 2001, ISBN 3-529-02446-5.
- (Mitarb.): Historischer Atlas Schleswig-Holstein vom Mittelalter bis 1867. Wachholtz, Neumünster 2004, ISBN 3-529-02447-3.
- Die landwirtschaftliche Siedlung in Schleswig-Holstein. Ernst Momsen und die Siedlungsabteilung des Reichsnährstands in Kiel. In: Zeitschrift der Gesellschaft für Schleswig-Holsteinische Geschichte, Jg. 142 (2017), S. 159–207.
- Dreihundert Bauern zogen 1934–1938 aus Schleswig-Holstein nach Mecklenburg. Wie der Kieler Siedlungsbeamte Ernst Momsen die West-Ost-Siedlung organisierte. In: Zeitgeschichte regional, Jg. 22 (2018), S. 32–45.
- Der Friesische Verein für Niebüll-Deezbüll und Umgebung 1921–1939. In: Niebüller Geschichtsblätter, Jg. 5 (2021), S. 20–49.

Festschrift
- Klaus-Joachim Lorenzen-Schmidt (Hrsg.): Quantität und Qualität. Möglichkeiten und Grenzen historisch-statistischer Methoden für die Analyse vergangener Gesellschaften; Festschrift für Ingwer E. Momsen zum 65. Geburtstag (= Studien zur Wirtschafts- und Sozialgeschichte Schleswig-Holsteins, Bd. 35). Wachholtz, Neumünster 2002, ISBN 3-529-02935-1 (Bibliographie S. 11–14).